# Rhopalosomatidae
Rhopalosomatidae (лат.) — семейство перепончатокрылых насекомых (Hymenoptera) подотряда жалоносные (Apocrita, Vespoidea). Впервые были выделены как отдельное семейство под названием Rhopalosomidae Ashmead, 1898. В ископаемом состоянии известны с мелового периода.

## Описание
Длина передних крыльев 4—17 мм. Самки крупнее самцов (иногда вдвое). Усики из 12 члеников у самок и 13 у самцов. Максиллярные щупики состоят из 6 члеников, лабиальные из 4. Мандибулы трёхзубчатые (Guidotti A.E., 1999). Виды Olixon брахиптерные с укороченными крыловыми остатками.

## Биология
Взрослые особи Olixon быстро передвигаются (быстрее, чем жуки-скакуны Cicindelidae). Личинки являются эктопаразитами на сверчках Trigoniidinae, Gryllidae.

## Распространение
Тропическая группа. В Европе отсутствует.

## Классификация
Известно около 50 видов и 4 рода. Также найдено 3 ископаемых рода.
- †Eorhopalosoma
- Liosphex Townes, 1977 (14 видов из Америки и Азии)[2]
- †Mesorhopalosoma
- Olixon Cameron, 1887 (около 20 видов из Африки, Америки и Австралии)[3]
- Paniscomima Enderlein, 1904 (10 видов из Африки и юго-восточной Азии)[4]
- †Propalosoma
- Rhopalosoma Cresson, 1865 (17 видов из Северной и Южной Америки)

## Обычные виды
- Olixon banksii (Brues 1922)